# Le Curé et le Mort
Pour les articles homonymes, voir Curé (homonymie).
Le Curé et le Mort est la dixième fable du livre VII de Jean de La Fontaine situé dans le second recueil des Fables de La Fontaine, édité pour la première fois en 1678.

## Texte de la fable
Un mort s’en allait tristement

S’emparer de son dernier gîte ;

Un Curé s’en allait gaiement

Enterrer ce mort au plus vite.

Notre défunt était en carrosse porté,

Bien et dûment empaqueté,

Et vêtu d’une robe, hélas ! qu’on nomme bière,

Robe d’hiver, robe d’été,

Que les morts ne dépouillent guère.

Le Pasteur était à côté,

Et récitait à l’ordinaire

Maintes dévotes oraisons,

Et des psaumes et des leçons,

Et des versets et des répons :

Monsieur le Mort laissez-nous faire,

On vous en donnera de toutes les façons ;

Il ne s’agit que du salaire.

Messire Jean Chouart couvait des yeux son mort,

Comme si l’on eût dû lui ravir ce trésor,

Et des regards semblait lui dire :

Monsieur le Mort, j’aurai de vous

Tant en argent et tant en cire,

Et tant en autres menus coûts.

Il fondait là dessus l’achat d’une feuillette

Du meilleur vin des environs ;

Certaine nièce assez propette,

Et sa chambrière Pâquette

Devaient avoir des cotillons.

Sur cette agréable pensée

Un heurt survient, adieu le char.

Voilà Messire Jean Chouart

Qui du choc de son mort a la tête cassée :

Le Paroissien en plomb entraîne son Pasteur ;

Notre Curé suit son Seigneur ;

Tous deux s’en vont de compagnie.

Proprement toute notre vie ;

Est le Curé Chouart qui sur son mort comptait,

Et la fable du Pot au lait.
— Jean de La Fontaine, Fables de La Fontaine, Le Curé et le Mort, texte établi par Jean-Pierre Collinet, Fables, contes et nouvelles, Gallimard, « Bibliothèque de la Pléiade », 1991, p. 268